# UA 8699
UA 8699 (espécime 8699 da Universidade de Antananarivo) é um dente fóssil de mamífero do Cretáceo de Madagascar. Um molar inferior quebrado com cerca de 3,5 mm de comprimento, provém do Maastrichtiano da formação Maevarano [en], no noroeste de Madagascar. Detalhes da morfologia de sua coroa indicam que é um boreosfenídeo, um membro do grupo que inclui os marsupiais e mamíferos placentários vivos. David W. Krause [en], que descreveu o dente pela primeira vez em 2001, interpretou-o como um marsupial com base em cinco características compartilhadas, mas em 2003, Averianov e outros notaram que todas essas características são compartilhadas por placentários zelestídeos [en] e favoreceram uma relação próxima entre o UA 8699 e o zelestídeo espanhol Lainodon. Krause usou o dente como evidência de que os marsupiais estavam presentes nos continentes do sul (Gondwana) já no final do Cretáceo, e Averianov e colegas propuseram que o dente representava outro exemplo de intercâmbio faunístico entre a África e a Europa na época.

## Descoberta e contexto
O UA 8699 foi descoberto em um estudo conjunto da Universidade Stony Brook e da Universidade de Antananarivo (UA) e colocado nas coleções desta última como espécime 8699. Foi encontrado em uma localidade chamada MAD93-95, no membro anembalemba da formação Maevarano [en], que é de idade Maastrichtiana (final do Cretáceo). A localidade fica na bacia de Mahajanga, no noroeste de Madagascar. Vários outros mamíferos foram recuperados de depósitos de idade semelhante em Madagascar, mas a maioria também é conhecida a partir de material muito limitado. Estes incluem o gondwanatério Lavanify [en], um multituberculado indeterminado e alguns outros dentes indeterminados, bem como um esqueleto quase completo representando uma linhagem de mamíferos até então desconhecida. Em um artigo de 2001 na revista Nature, David Krause anunciou a descoberta do UA 8699 e argumentou a favor das afinidades marsupiais do espécime. Como o espécime é muito fragmentário, ele se absteve de atribuir um novo nome científico ao dente. Dois anos depois, Alexander Averianov, David Archibald e Thomas Martin favoreceram uma interpretação placentária em um artigo na Acta Palaeontologica Polonica [en], observando que o espécime era essencialmente semelhante ao zelestídeo [en] Lainodon. Em uma revisão de 2006 de alguns dos vertebrados do Cretáceo de Madagascar, Krause e colegas continuaram a considerar o espécime como um marsupial e anunciaram que um artigo futuro por Case apresentaria o argumento para as afinidades marsupiais de forma mais completa.

## Descrição
O UA 8699 é um molar inferior esquerdo desgastado e quebrado. Parte do trigonídeo (o grupo de cúspides frontal), no canto mesiolingual (canto interno frontal) do dente, está faltando. Krause estimou que o dente completo teria 3,5 mm de comprimento e 2,2 mm de largura. O dente é tribosfênico, como o dos mamíferos modernos, conforme indicado por uma série de características, incluindo a bacia larga do talonídeo (o grupo de cúspides traseiro) e o ângulo agudo (48°) entre as cúspides do trigonídeo. O UA 8699 não possui um cíngulo (crista) semelhante a uma prateleira no lado lingual (interno), indicando que não é um membro dos Australosphenida (o clado proposto que une monotremados e alguns mamíferos antigos de Gondwana, incluindo o Ambondro [en] do Jurássico de Madagascar); assim, pode ser identificado como representando Boreosphenida, que inclui marsupiais, placentários e seus parentes extintos.
Krause listou cinco características que indicam que o UA 8699 é um marsupial, não um placentário ou um teriano primitivo. Há um cíngulo bem desenvolvido na margem externa posterior (distobucal), entre o hipocônido (uma das cúspides principais) e o hipoconulídeo (uma cúspula menor). O próprio hipoconulídeo está localizado bem lingualmente, relativamente longe do hipocônido. O trigonídeo e o talonídeo são aproximadamente da mesma largura, o trigonídeo tem coroa baixa e o desgaste é principalmente horizontal, resultando em facetas de desgaste largas, planas e expostas. Averianov e colegas notaram que os zelestídeos, um grupo placentário, compartilham todas essas características, embora em graus variados, e que o hipoconulídeo em marsupiais de idade semelhante está ainda mais lingualmente localizado, "geminado" ao entocônido (a cúspide no canto posterior lingual do dente). Eles escreveram que o espécime, no geral, é mais semelhante aos zelestídeos do que aos marsupiais.

## Interpretações
Krause escreveu que o UA 8699 foi o primeiro marsupial a ser identificado em Madagascar e o primeiro do Mesozoico de qualquer parte de Gondwana. Os marsupiais datam do Eoceno na Austrália e na África e do Paleoceno na América do Sul; embora marsupiais do Cretáceo tenham sido registrados lá, nenhum dos registros é inequívoco. Os marsupiais certamente estavam presentes no Hemisfério Norte durante o final do Cretáceo. Ele interpretou o UA 8699 como evidência de que os marsupiais já deviam ter colonizado os continentes do sul no final do Cretáceo, presumivelmente tendo chegado a Madagascar através da América do Sul e da Antártida. No final do Cretáceo, os boreosfenídeos já deviam estar em processo de substituição de mamíferos arcaicos como os gondwanatérios nos continentes do sul, como sugere a presença de Deccanolestes [en], um placentário, no Cretáceo da Índia.
Averianov, Archibald e Martin, em vez disso, colocaram o UA 8699 no contexto de semelhança e intercâmbio faunístico entre as faunas do final do Cretáceo da Europa e da África, observando a presença de animais semelhantes, como cobras (Madtsoia [en]) e saurópodes (Lirainosaurus [en] e Rapetosaurus), nas faunas do Cretáceo de Madagascar e da localidade espanhola de Laño [en]. Eles propuseram a relação entre Lainodon, que é de Laño, e o UA 8699 como outro exemplo dessa relação e citaram uma previsão anterior de Gheerbrant e Astibia de que zelestídeos semelhantes a Lainodon seriam encontrados na África.

## Literatura citada
- Averianov, A.O.; Archibald, J.D.; Martin, T. (2003). «Placental nature of the alleged marsupial from the Cretaceous of Madagascar». Acta Palaeontologica Polonica. 48 (1): 149–151
- Krause, D.W. (2001). «Fossil molar from a Madagascan marsupial». Nature. 412 (6846): 497–498. Bibcode:2001Natur.412..497K. PMID 11484038. doi:10.1038/35087649
- Krause, D.W.; O'Connor, P.M.; Rogers, K.C.; Sampson, S.D.; Buckley, G.A.; Rogers, R.R. (2006). «Late Cretaceous Terrestrial Vertebrates from Madagascar: Implications for Latin American Biogeography1» (PDF). Annals of the Missouri Botanical Garden. 93 (2): 178–208. JSTOR 40035721. doi:10.3417/0026-6493(2006)93[178:LCTVFM]2.0.CO;2. Arquivado do original (PDF) em 15 de fevereiro de 2019